# Polinización por zumbido

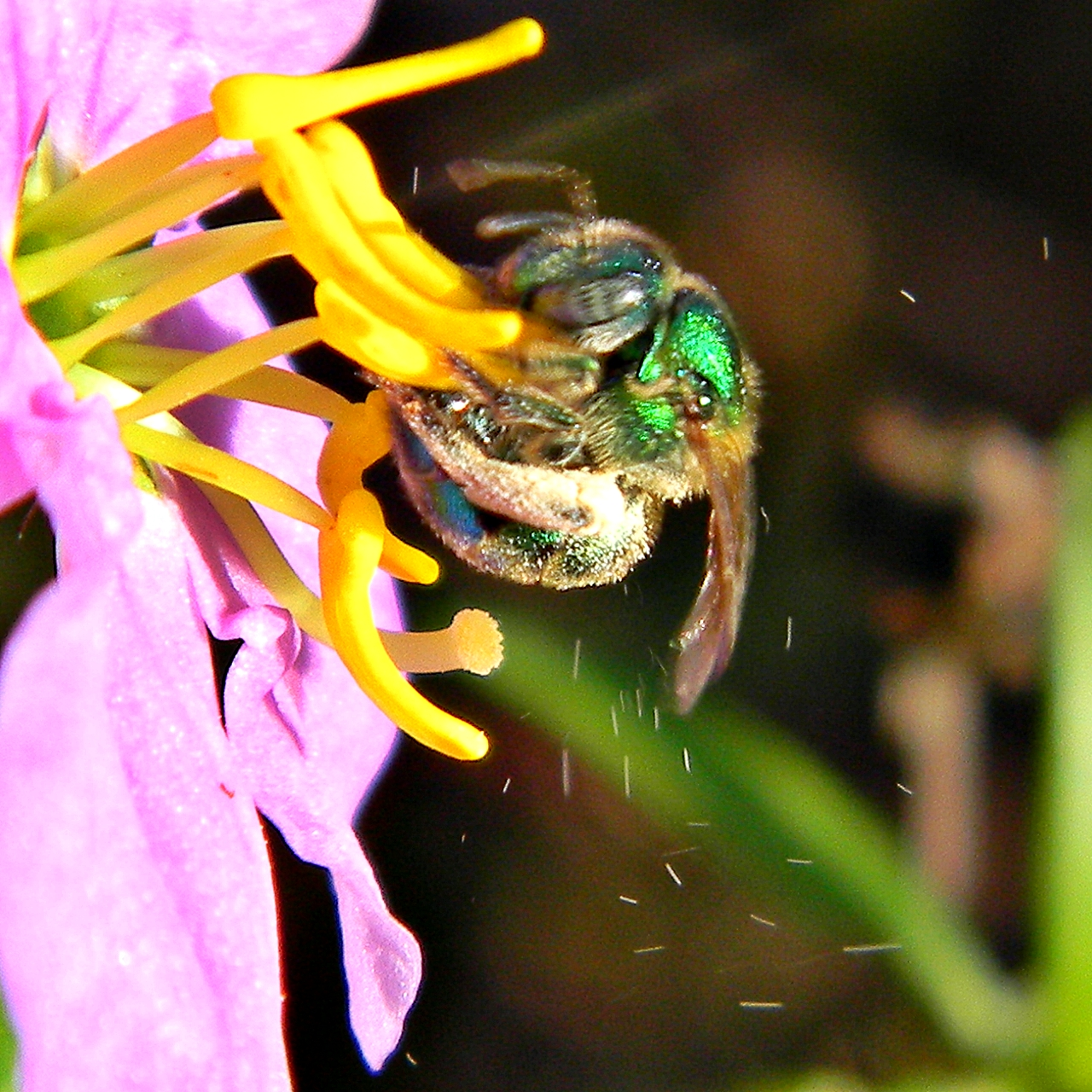
Una abeja practicando polinización por zumbido

La polinización por zumbido o polinización vibratoria es una técnica usada por ciertas abejas y abejorros para extraer polen de aquellas flores que requieren de este proceso. Las anteras de las plantas que son polinizadas por medio de vibraciones suelen ser tubulares con una abertura en el extremo. A diferencia de la dehiscencia de la mayoría de las anteras, el polen permanece dentro de ella y sale solo por el poro. En el caso de algunas plantas autogámicas (que se autopolinizan) como el tomate el viento puede bastar para mover los granos de polen y realizar polinización. Pero la actividad vibratoria de las abejas asegura un grado más elevado de polinización.
Para aflojar el polen, la abeja se aferra a la flor y mueve rápidamente sus músculos alares, sin mover las alas. Esto produce un zumbido con un sonido característico; esta vibración afloja los granos de polen y hace que emerjan de la antera. La abeja doméstica no es capaz de efectuar esta operación y no puede polinizar ciertas plantas. Más de 70 familias y alrededor de 20.000 especies de plantas, es decir aproximadamente el 9% de las flores, son polinizadas primariamente por medio de polinización vibratoria

## Morfología de la flor

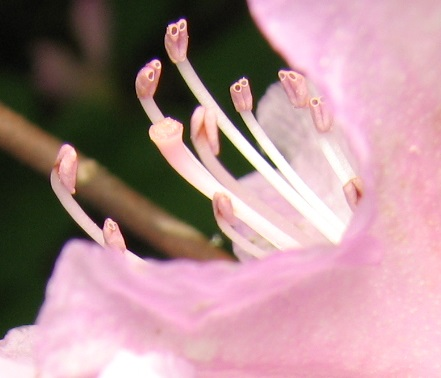
Anteras poricidas de azalea

Las flores que necesitan polinización vibratoria tienen una forma particular de anteras, diferente de la de otras flores. El polen permanece encerrado dentro de la antera excepto por un pequeño poro en su extremo o por ranuras a su largo. Estas aberturas son demasiado chicas para que el insecto pueda penetrar, pero suficientemente grandes para la salida del polen. Por eso se las suele llamar anteras poricidas. El polen sale cuando hay una vibración de determinada frecuencia. En dichas flores la polinización solo tiene lugar cuando el polinizador extrae el polen. Ciertos insectos están especializados para realizar esta operación. Generalmente el estigma de este tipo de flores está más bajo que las anteras. Esta puede ser una estrategia evolutiva para impedir o limitar la autofertilización.

## Algunas plantas polinizadas por zumbido
Las siguientes plantas requieren polinización vibratoria:
- Todas las del género Dodecatheon
- Heliamphora

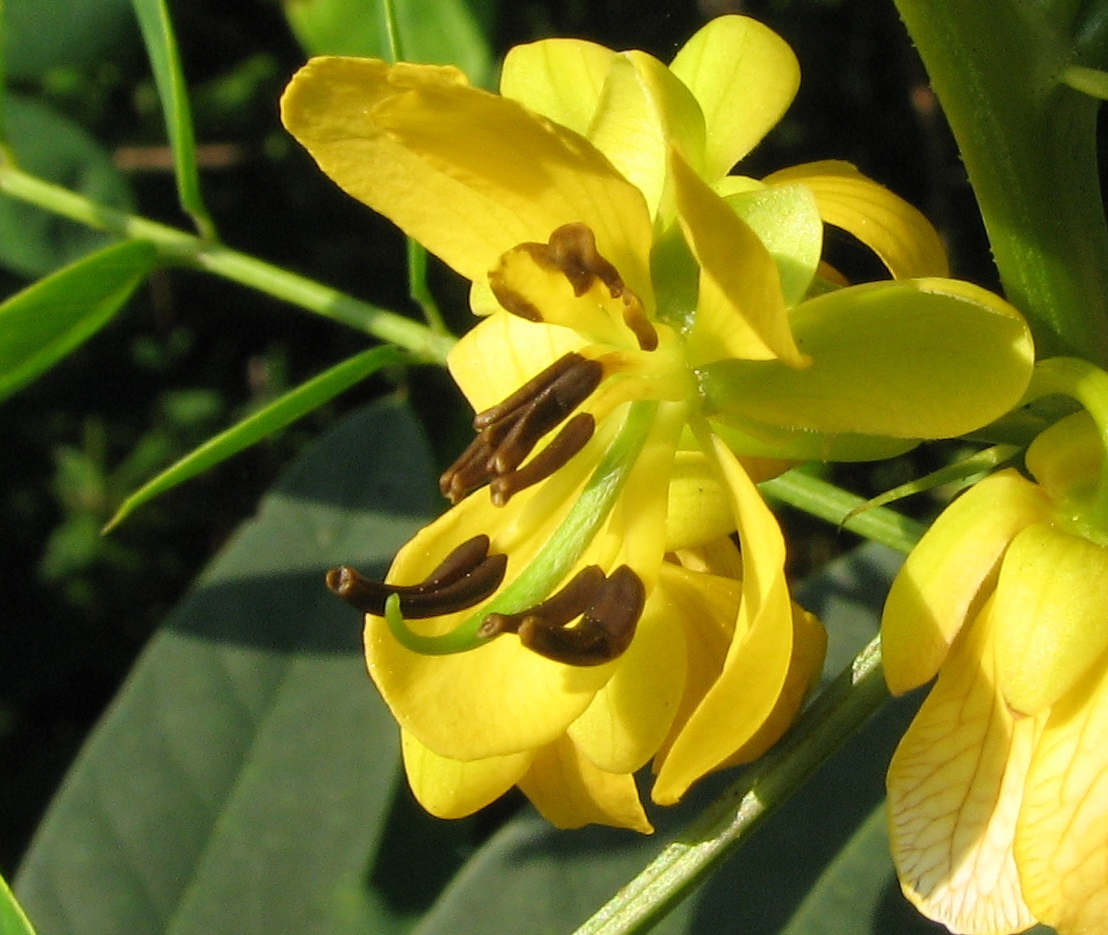
Anteras poricidas de Senna

- Muchos miembros de la familia Solanaceae
  - La mayoría de las especies del género Solanum
    - Solanum melongena, berenjena
    - Solanum tuberosum, patata
    - Solanum lycopersicum, tomate
    - Solanum rostratum
    - Solanum cinereum, un arbusto australiano
- Hibbertia
- Dianella
- Muchos miembros de la familia Ericaceae
  - Azalea
  - Vaccinium corymbosum, arándano azul
  - Vaccinium spp., arándano rojo
  - Arctostaphylos – manzanita
- Algunas Fabaceae (subfamilia Caesalpinioideae)
  - Cassia spp.
  - Chamaecrista spp.
  - Senna spp.
- Orphium frutescens

## Algunas abejas que practican polinización por zumbido
- Bombus spp.
  - Bombus terrestris[5]

- Xylocopa spp.
  - Xylocopa frontalis[5]
- Euglossa spp.[3]
- Habropoda laboriosa
- Melipona spp.[3]
- Protandrena sp.[3]
- Nomia spp. (abeja de la alfalfa)[3]
- Amegilla cingulata[6]

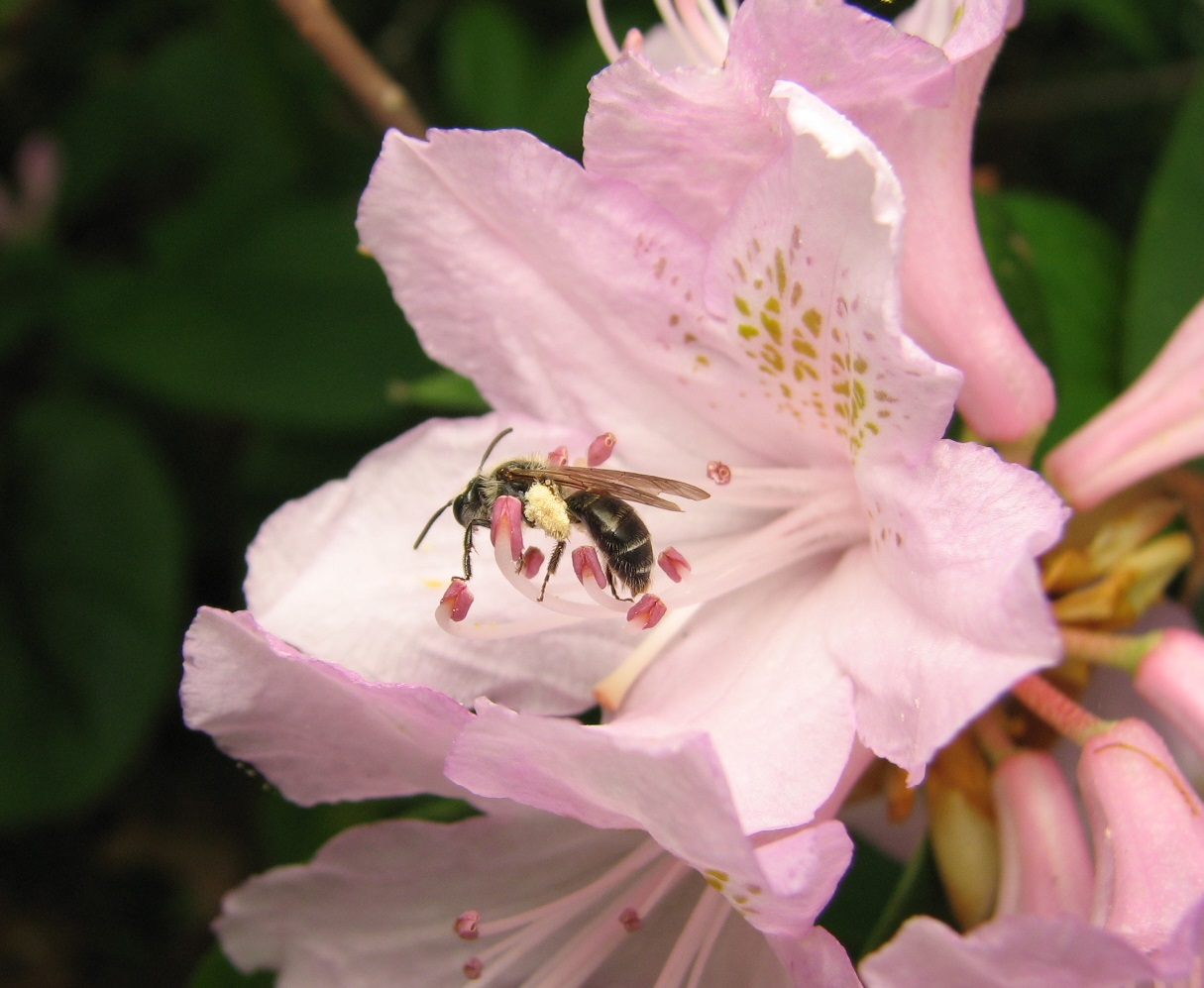
Andrena cornelli polinizando azalea

- También miembros de las familias Colletidae, Halictidae, Melittidae, Andrenidae y de la tribu Anthophorini (familia Apidae).[3]

## Origen evolutivo
Las plantas más antiguas conocidas que usaban este tipo de polinización datan del período Cretácico. Alguna flora del presente, como la familia Myrtaceae, muestran diversos tipos de anteras incluyendo algunas poricidas que se asemejan al tipo ancestral de flores con polinización vibratoria. Por un proceso coevolutivo, las plantas desarrollaron una estructura particular y a su vez las abejas desarrollaron estructuras anatómicas y comportamiento que permitía acceder al polen de tales flores.

## Importancia económica
Hoy en día agricultores importan polinizadores como abejorros donde hay escasez de ellos. En Nueva Zelanda no era posible obtener semillas del trébol rojo (planta que requiere polinización vibratoria) hasta la introducción de abejorros desde Europa. En Estados Unidos se importan abejorros de Europa para la polinización de tomates (Lycopersicon esculentum) de invernadero. Generalmente se usan 50 colonias de abejorros por hectárea. Con 40.000 has. mundialmente se calcula que esta operación tiene un valor de 13 millones de dólares anuales.

## Formas alternativas de polinización
En el caso de tomates de invernadero es posible realizar polinización manualmente sin abejorros por medio del uso de un vibrador, a veces llamado "abeja eléctrica". Es similar a un diapasón o a un cepillo de dientes eléctrico. Sin embargo, esto requiere trabajo humano que es más caro que el uso de abejorros.
En Australia, que carece de abejorros nativos, los introducidos para polinización han escapado y se han convertido en una especie asilvestrada o cimarrón. Esto a su vez tiene repercusiones en la fauna de abejas nativas. Actualmente se estudia la posibilidad de usar especies nativas australianas, como Amegilla cingulata, para este fin.